# Fryderyk Zbiniewicz
Fryderyk  Zbiniewicz (ur. 7 lipca 1922, zm. 6 listopada 1996) – polski historyk wojskowości, profesor dr. hab. nauk humanistycznych, pułkownik ludowego Wojska Polskiego
Był pracownikiem naukowym Wojskowego Instytutu Historycznego.

## Wybrane publikacje
- Armia polska w ZSRR: studia nad problematyką pracy politycznej, Warszawa: Wydawnictwo Ministerstwa Obrony Narodowej 1963.
- Zarys historii międzynarodowego ruchu robotniczego i dziejów myśli socjalistycznej: strategia i taktyka międzynarodowego ruchu robotniczego w latach II wojny światowej, Warszawa Wyższa Szkoła Nauk Społecznych przy KC PZPR, 1973.
- Armia Radziecka w wojnie z hitlerowskimi Niemcami: 1941-1945, Warszawa: Wydaw. Min. Obrony Narodowej 1988.
- Zeznanie Tokariewa, tł. z ros. i konsult. Fryderyk Zbiniewicz, Warszawa: Niezależny Komitet Historyczny Badania Zbrodni Katyńskiej 1994.

## Nagrody
- Nagroda "Trybuny Ludu" (zespołowa) dla autorów i redaktorów książki Międzynarodowy ruch robotniczy (1976)[2]